# جاكوب جونز
جاكوب جونز (بالإنجليزية: Jacob Jones)‏ ضابط بحرية في الجيش الأمريكي كان له دور مهم في حرب 1812.
ولد في في سميرنا في ديلاوير في مارس 1768 وبعد تجربته للطب والسياسة شارك في حرب عير معلنة على فرنسا 1798 – 1800 كمرشح بحرية حيث عين في 10 أبريل 1799. واشترك عام 1803 في حرب السنوات الأربع كملازم، وفي 31 أكتوبر اعتقل عندما تم القبض على الفرقاطة فيلادلفيا، وظل سجينا لعشرين شهرا. وعندما عاد إلى الولايات المتحدة خدم في سفينتي آدمز وأرغوس.
في حرب 1812 كان قائد سفينة واسمها الدبور (والتي تولى قيادتها في 4 يونيو 1810) واستولت على سفينة بريطانية اسمها الدلفين، وهزمت سفينة حربية اسمها فروليك قرب رأس هاتيراس في 18 أكتوبر 1812 وقرب نهاية المعركة أتت سفينة بريطانية ب74 مدفع واستولت على الدبور وعندما تم تبادل السجناء بعد سنة تم إعطاء جونز ميدالية ذهبية من الكونغرس. ثم قاد فرقاطة ماسيدونيان وقدم خدمات كبيرة للعميد بحري إسحق شونسي في بحيرة أونتاريو.
بعد الحرب قاد جونز الفرقاطة البريطانية السابقة ماسيدونيان نحو المتوسط، وساعد العميد بحري ستيفن ديكاتور في الحملة التي هزمت القوات الجزائرية عام 1815 وقاد بعدها سريات في المتوسط عام 1821، وعين بعد ثلاث سنوات في مجلس المفوضين البحريين، وعين بعدها بسنتين في المحيط الهادي ثم عين في بالتيمور ثم نيويورك ثم حكم الملجأ البحري عند مماته في فيلادلفيا في 3 أغسطس 1850.

## السفن
سميت سفينتان على جاكوب جونز:
- جاكوب جونز (DD-61) بنيت عام 1914 ومولتها السيدة كريتندون وهي من نسل جاكوب جونز، وأطلقت عام 1915، شاركت في الحرب العالمية الثانية كسفينة حماية وإنقاذ وأغرقت بطوربيد في 6 ديسمبر 1917.
- جاكوب جونز (DD-130) بنيت عام 1918 ومولتها السيدة دوتون وهي من نسل جاكوب جونز أيضا، وأطلقت عام 1919، وشهدت فترات بين وضع الخدمة والاحتياط، ثم أوقفت مؤقتا عن الخدمة بين عامي 1922 – 1930 حيث شاركت في عمليات تدريبية في الكاريبي وأوروبا، قبل أن تشارك في الحرب عام 1942، وتغرق بصاروخ ألماني في 28 فبراير من تلك السنة.